# Mustafa Cerić

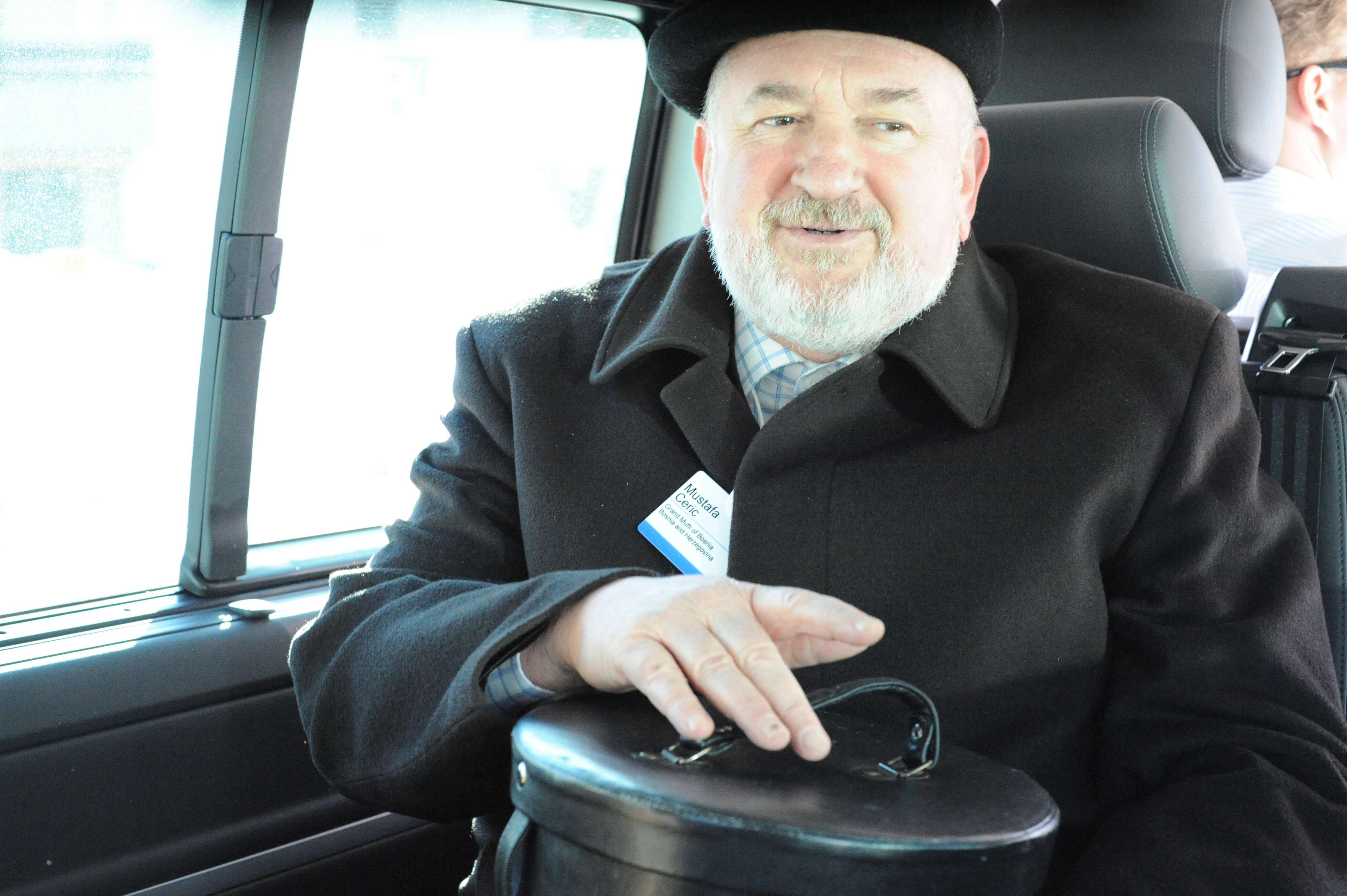
Mustafa Cerić au Forum économique mondial de 2008

Mustafa Cerić (né en 1952 à Visoko) est l'actuel grand mufti (reis-ul-ulema) de Bosnie-Herzégovine. Il remplit son second mandat de sept ans qui doit se prolonger jusqu'en 2013[Passage à actualiser]. Il parle couramment le bosnien, l'anglais et l'arabe et possède une connaissance passive[pas clair] du turc, de l'allemand et du français. Cerić est marié et père de trois enfants.

## Biographie
Mustafa Cerić est diplômé de la médersa de Sarajevo et il a ensuite poursuivi des études supérieures à l'université al-Azhar au Caire, en Égypte. Après ses études, il rentra en Bosnie-Herzégovine, où il devint imam. En 1981, il accepta de devenir imam du Centre culturel islamique du Grand Chicago, à Northbrook (Illinois), ce qui lui donna l'occasion de vivre plusieurs années aux États-Unis. Il étudia l'anglais et obtint Ph.D. en études islamiques à l'Université de Chicago. Après ces études, il retourna en Europe et devint imam à Zagreb en 1987. Mustafa Cerić est officiellement devenu grand mufti de Bosnie-Herzégovine en 1999.
En 2003, Mustafa Cerić a reçu, conjointement avec le cardinal français Roger Etchegaray, le Prix Félix Houphouët-Boigny pour la recherche de la paix intitué par l'UNESCO, ; en 2005, il a également reçu le prix Sternberg du Conseil international des chrétiens et des juifs « pour son exceptionnelle contribution à la compréhension entre les confessions » et il est le récipiendaire de nombreux autres récompenses internationales. En 2008, Mustafa Cerić a accepté la proposition de Tony Blair de devenir l'un des conseillers de sa Fondation pour la foi.

## Publications
- « The challenge of a single Muslim authority in Europe »(Archive.org • Wikiwix • Archive.is • Google • Que faire ?), European View, 12/2007, Center for European Studies
- Roots of Synthetic Theology in Islam
- A Choice Between War and Peace
- A Declaration of European Muslims by Reis-ul-Ulama Dr. Mustafa Ceric